# みなスポ
『みなスポ』は、静岡放送（SBSテレビ）にて毎週土曜日の16:30 - 17:30（以下、JST）に放送されている静岡県内向けのスポーツ情報番組である。2008年4月5日に『SBSみなスポ5』（エスビーエスみなスポファイブ）のタイトルでスタート。

## 概要
- これまでSBSテレビの土曜日の報道・情報番組は18時から18時30分に放送されていた『SBS土曜スコープ（→SBS土曜夕刊 NEWS&SPORTS）』があり、そこで静岡県内のニュースとスポーツ（ジュビロ磐田・清水エスパルスネタ中心）を送っていた。
- しかし、2008年4月から17時30分から18時50分に長寿番組だったTBS『JNN報道特集』の継承番組『報道特集NEXT』が開始されたのに伴い、18時台の県内ワイドニュースを廃止。ニュース枠は『報道特集』があけた18時50分から19時に新設された『SBSサタデーニュース』でストレートニュースを伝える程度になった[1]。スポーツの話題はこの番組に特化される事になり、開始時間も17時から17時30分に変更された[2]。
- 番組では県内で活躍するスポーツマンやチームにスポットライトを当てたドキュメントやルポルタージュ、ジュビロ・エスパルス・ベルテックス静岡の最新試合情報などを届ける。
- ゲストとして、エスパルス・ジュビロの選手・元選手が、出演する時が時々ある。
- 2015年10月3日、番組タイトルを『みなスポ』にマイナーチェンジさせ、アシスタントに当時新人アナウンサーの黒田菜月が起用された。
- 2020年9月12日で黒田菜月が降板（10月末で退社）し、後任に山﨑加奈を起用。
- 2021年6月26日、「静岡発そこ知り」とのコラボ企画として、2020東京五輪開幕1か月前の6月23日から三日間かけて静岡県内を横断する聖火リレーのレポートを実施）。
- 2022年3月26日、長年にわたり番組MCを務めてきた小嶋健太が東京支社への異動に伴い降板し、後任に原口大輝を起用。
- 2023年3月25日、同月末をもって静岡放送を退社する為、原口大輝がこの日で降板。
- 同年4月1日、この日から、前週で降板した原口大輝の後任として青木隆太アナウンサーを起用。
- 2024年3月24日、同月末をもって静岡放送を退社する為、この日をもって山﨑加奈が降板。
- 同年3月2日、この日から、前週で降板した山﨑加奈の後任として堀葵衣アナウンサーを起用。
- 2025年3月29日をもって青木隆太が番組を降板、翌週4月5日からは新城健太を起用、また同日から放送時間を16:30 - 17:30の1時間番組となる[3]。
- 2022年7月2日〜2023年9月16日は当番組の直前に放送の「しずおか びっくりTV」のラストでクロストークを実施してからの放送となっていた(以前放送の「びっくりTV」の再放送でもクロストークはカットされずに放送された)。

## 出演者（2025年4月から）

### メインMC
- 新城健太（SBSアナウンサー）※2025年4月5日から出演。

### アシスタント
- 堀葵衣（SBSアナウンサー）※2024年3月2日から出演。

### レギュラーコメンテーター
- 2023年1月21日以降不在、現在はゲスト制で、松原良香や福西崇史、太田吉彰をゲストに迎えてる。
  - レギュラーであった松原良香の「いわてグルージャ盛岡」監督就任（→同年9月、成績不振に伴い解任）による降板（同年1月14日をもって同番組を卒業）で、レギュラーコメンテーターが不在となる。

## 過去の出演者

### メインMC
- 伊藤圭介（元SBSアナウンサー）※番組開始から2010年3月まで。
- 岡村久則（SBSアナウンサー）※2010年4月から2014年3月まで。
- 小嶋健太（SBSアナウンサー）※2014年4月から2018年3月まで。2019年10月から2022年3月まで。『イブアイしずおか』を兼務。
- 桑原秀和（SBSアナウンサー）※2018年4月から2019年9月まで。
- 原口大輝（SBSアナウンサー）※2022年4月から2023年3月まで。
- 青木隆太（SBSアナウンサー）※2023年4月から2025年3月まで。

### アシスタント
- 松永直子（元SBSアナウンサー）※番組開始から2010年3月まで。
- 荒木麻里子（元SBSアナウンサー）※2012年4月7日から2013年3月30日まで。
- 加藤美和（元SBSアナウンサー）※2013年4月6日から2014年2月22日まで、金曜日の『SBSイブニングeye』スポーツコーナーを兼務。
- 矢田優季（元SBSキャスター）※2014年4月5日から2015年9月26日まで。『Soleいいね!』と同時起用。
- 黒田菜月（元SBSアナウンサー）※2015年10月3日から2020年9月12日まで。
- 山崎加奈（元SBSアナウンサー）※2020年9月27日から2024年2月24日まで。

### レギュラーコメンテーター
- 村田亙（元ラグビー日本代表選手）※番組開始から2010年3月まで。
- 安永聡太郎（サッカー解説者）※2010年4月から2015年9月まで。
- 松原良香（サッカー解説者）※2015年10月から2023年1月まで。
- 大竹七未（サッカー解説者）※2016年4月から2022年10月まで。
- 岩崎恭子（スポーツコメンテーター）※2015年10月から2022年9月まで。